# کلیسای جان لین

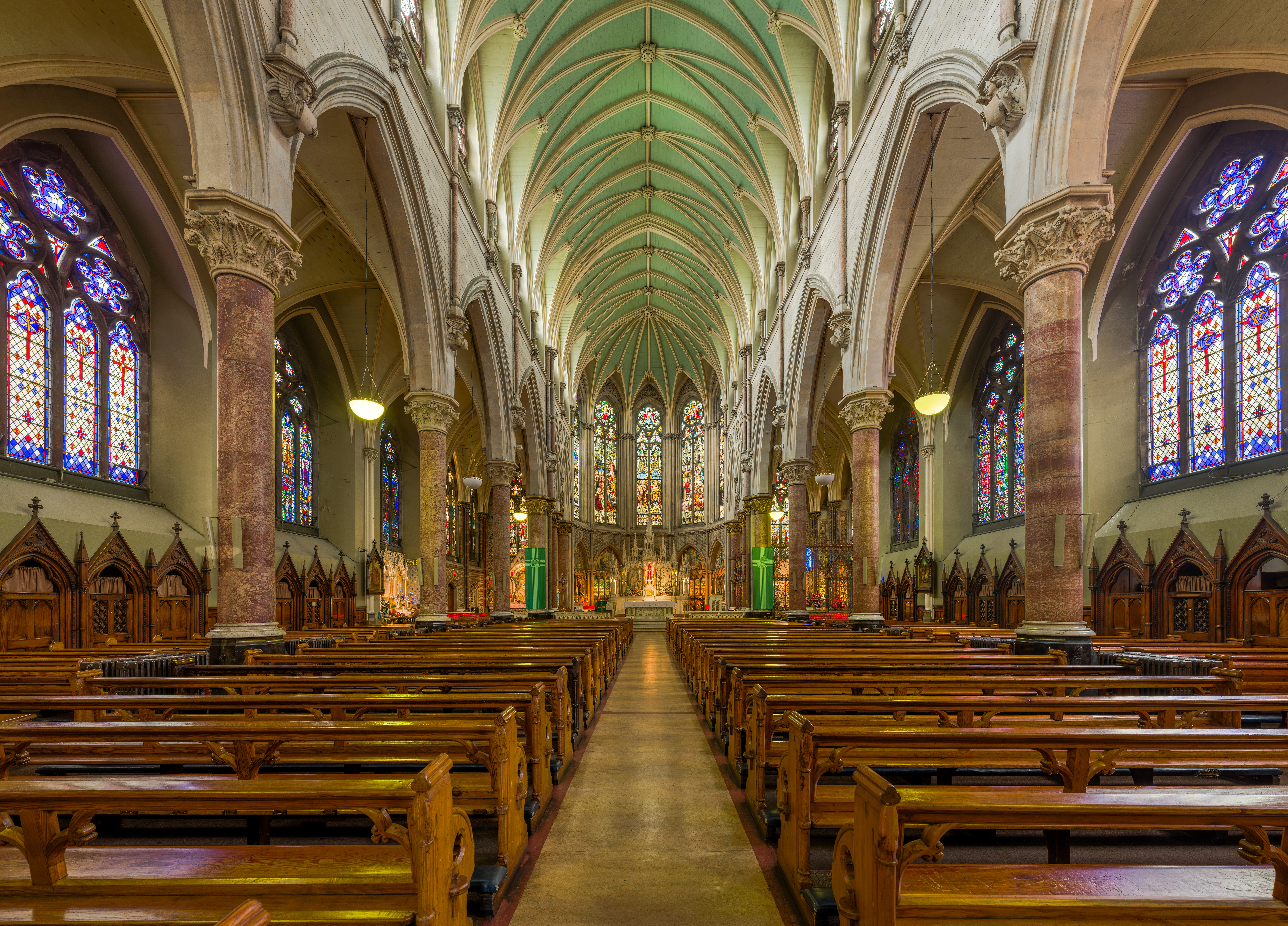
داخل کلیسا

کلیسای جان لین (انگلیسی: John's Lane Church) یک کلیسای کاتولیک در شهر دوبلین، ایرلند است.
این کلیسا که در سال ۱۸۷۴ تأسیس شده براساس معماری نئوگوتیک ساخته شده و دارای مناره‌ای به طول ۶۱ متر می‌باشد.